# Nguyễn Phúc Hồng Khẳng
Nguyễn Phúc Hồng Khẳng (Chữ Hán: 阮福洪肯; 1861 - 1931), tự Sĩ Hoạch (士彠), hiệu Vấn Trai (問齋), là quan đại thần triều Nguyễn. Ông là con trai thứ 13 của Tùng Thiện vương.

## Tiểu sử
Nguyễn Phúc Hồng Khẳng là con thứ trai thứ 13 (trong số 17 người) của Tùng Thiện vương, mẹ ông là bà Trương Thị Thú. Vào năm 1889, ông mua một sở đất rộng 8 sào ở bên bờ sông Lợi Nông (người Huế quen gọi là An Cựu), dựng một phủ đệ đặt là Lạc Tịnh viên, để phụng dưỡng mẹ già.
Ông đỗ cử nhân khoa thi Hương năm Đinh Hợi (1887), tức niên hiệu Đồng Khánh thứ 2, được bổ làm Ti Vụ ti Điển nghi. Năm 1897, ông nhậm chức Hồng lô tự khanh. Năm 1899, lại được bổ Án sát sứ kiêm Bố chánh tỉnh Thanh Hóa. Năm 1907, ông đến Hà Tĩnh làm quan Tuần vũ. Năm 1908, khi đang chẩn trị Hà Tĩnh, ông treo ấn từ quan để phản đối quan Công sứ Doucet hạ lệnh đàn áp phong trào chống sưu thuế của văn thân và dân chúng Trung Kỳ. Ông trở về Huế vui thú điền viên.
Năm 1914, ông được khai phục chức Thị lang, rồi Tham tri bộ Hộ. Năm 1916, Khải Định đăng cơ, lại cử ông làm Tổng đốc Bình Định, nhưng ông viện cớ già yếu để xin ở lại kinh đô. Vì nể trọng ông nên Khải Định đồng ý và phong ông làm Thượng thư bộ Hộ.
Trong đời sống thường ngày, công tử Hồng Khẳng thường làm thơ, tác phẩm hầu hết bằng chữ Hán và gom vào tập Lạc Tịnh Viên thi thảo (樂淨園詩草). Vợ cả của ông là bà Trương Thị Bích (張氏碧, 1862-1947) cũng là người hay chữ, trước tác các tác phẩm Phụ đạo ca và Thực phổ bách thiên.
| 無何人品清如玉，Vô hà nhân phẩm thanh như ngọc, 不俗文章淡似留。Bất tục văn chương đạm tự lưu. | Văn chương đạm bạc không mùi tục, Nhân phẩm trong veo chẳng vết nhơ. |

## Gia đình
Nguyễn Phúc Hồng Khẳng với chính thất Trương Thị Bích có 4 con trai và 2 con gái và với thứ thất Trần Thị Vy có 3 con trai và 2 con gái. Nổi danh nhất là trưởng nam Nguyễn Phúc Ưng Trình (阮福膺脭, 1882 - 1974), tự Kính Đình (敬亭), hiệu Hiếu Hậu Thị (孝厚氏), một nhà nghiên cứu Hán học, tác giả sách Luận ngữ tinh hoa xuất bản năm 1914. Hiện nay, ngôi nhà vườn Lạc Tịnh viên được giao cho cháu gái Khánh Nam trông coi, công trình được liệt hạng Di tích Kiến trúc Nghệ thuật cấp tỉnh theo Quyết định số 2235/QĐ-UBND ngày 28 tháng 9 năm 2007.